# Aglais ignea
Aglais ignea är en fjärilsart som beskrevs av Raynor 1909. Aglais ignea ingår i släktet Aglais och familjen praktfjärilar. Inga underarter finns listade i Catalogue of Life.